# Архат (село)
Архат (каз. Арқат) — село в Абайском районе Абайской области Казахстана. Административный центр Архатского сельского округа. Код КАТО — 633235100.
Архат ауылы батырлар ауылы. 
Архат ауылынан З. Белібаев, Б. Байғожина, С. Бекбосынов сияқты Ұлы Отан соғысы батырлары шыққан. 
Архат ауылындағы Қопа тауларында Ұлы ақын Абайдың сөз сөйлеген тұғыр тасы орналасқан.
Абайдың әйелі Әйкерімнің қонысы Архаттағы Шілікті жерінде орналасқан.  

## Население
В 1999 году население села составляло 1541 человек (797 мужчин и 744 женщины). По данным переписи 2009 года, в селе проживало 816 человек (419 мужчин и 397 женщин).